# Macrachaenium
Macrachaenium  es un género  de plantas con flores en la familia de las Asteraceae. Comprende 2 especies descritas.

## Taxonomía
El género fue descrito por Joseph Dalton Hooker y publicado en Fl. Antarctica 2: 321. 1846. La especie tipo es: Macrachaenium gracile Hook.f.
- Macrachaenium foliosum Albov
- Macrachaenium gracile Hook.f.